# Compsodrillia bicarinata
Compsodrillia bicarinata é uma espécie de gastrópode do gênero Compsodrillia, pertencente à família Pseudomelatomidae.